# Eleutherococcus eleutheristylus
Eleutherococcus eleutheristylus là một loài thực vật có hoa trong Họ Cuồng cuồng. Loài này được (G.Hoo) H.Ohashi mô tả khoa học đầu tiên năm 1987.